# Куниуми
Куниуми (яп. 国産み букв. «Рождение страны» или «Создание страны») — в японской мифологии, миф о создании Японского архипелага. Этот миф описан в «Кодзики» и в «Нихон сёки». Согласно мифу, после создания Неба и Земли, небесные боги поручили паре богов Идзанаги и Идзанами спуститься с небес и придать земле твёрдую форму: «Закончите дело с этой носящейся по морским волнам землёй и превратите её в твердь», за тем они создали серию островов, которые стали тем, что теперь является Японией. В японской мифологии эти острова составляют известный мир. За созданием Японии в мифологии следует создание богов (камиуми).

## История создания

### По Кодзики
В начале вселенная была погружена в нечто вроде густой и бесформенной материи (хаос), погружённой в тишину. Позже появились звуки, указывающие на движение частиц. При этом движении свет и самые лёгкие частицы поднялись, но частицы не были такими же быстрыми, как свет, и не могли подняться выше. Таким образом, свет стал находиться наверху Вселенной, а под ним частицы образовывали сначала облака, а затем небо, называемые Такамагахара (яп. 高天原 Равнина высоких небес). Остальные не поднявшиеся частицы образовали огромную массу, плотную и тёмную, которую можно назвать Землёй.
После создания Неба и Земли, земля была все ещё дрейфующим мягким месивом. Первые пять богов что появились на Такамагахаре называемыми Котоамацуками (яп. 別天津神 Особые небесные боги) были хиторигами, не имели пола, не размножались, появились спонтанно и «не дали себя увидеть». (Букв.: «Сокрыв свой облик». По толкованию Такэда Юкити «Растворившись, скрылись между небом и землёй»). В Нихон сёки рассказ об этих пяти богах опущен. Затем появились Камиёнанаё (яп. 神世七代 Семь поколений эпохи богов), 12 богов семи поколений, первые два бога также были хиторигами, не имели пола, не размножались, появились спонтанно и «не дали себя увидеть». Затем родилось пять пар богов (всего десять божеств), каждая пара состояла из божеств мужского и женского пола, которые были братьями и сёстрами и в то же время женатыми парами. После создания Неба и Земли, небесные боги поручили последней паре богов Идзанаги и Идзанами спуститься с небес и придать земле твёрдую форму: «Закончите дело с этой носящейся по морским волнам землёй и превратите её в твердь», затем они создали серию островов, которые стали тем, что теперь является Японией.
Ступив на Амано Укихаси («Небесный Плавучий Мост») Идзанаги и Идзанами, своё украшенное драгоценными камнями «небесное драгоценное копьё» (Амэнонухоко), которое им дали боги существовавшие до них, они погрузили в океан и начали перемешивать и взбивать массу, после чего вынули из океана копьё, капли солёной воды упали с наконечника копья, и образовали первый остров Оногоро («самосгустившийся остров»). Сойдя на остров, Идзанаги и Идзанами воздвигли в его центре «небесный столб» (амэ-но махасира) и построили покои (дворец) Яхиродоно («покои (дворец) в восемь хиро»).
Затем они начали беседу, выясняя анатомию тела друг друга, что привело к взаимному решению о спаривании и размножении:

| Идзанаги: | Как устроено твое тело? |  |
| Идзанами: | Мое тело росло-росло, а есть одно место, что так и не выросло. |  |
| Идзанаги: | Мое тело росло-росло, а есть одно место, что слишком выросло. Потому, думаю я, то место, что у меня на теле слишком выросло, вставить в то место, что у тебя на теле не выросло, и родить страну. Ну как, родим? |  |

Тут бог Идзанаги произнёс: «Если так, я и ты, обойдя вокруг этого небесного столба, супружески соединимся. Ты справа навстречу обходи, я слева навстречу обойду», — и когда, условившись, стали обходить, богиня Идзанами, первой сказала: «Поистине, прекрасный юноша!» — а после неё бог Идзанаги сказал: «Поистине, прекрасная девушка!» — и после того, как каждый сказал, бог Идзанаги своей младшей сестре возвестил: «Нехорошо женщине говорить первой». И все же начали они брачное дело, и дитя, что родили, было дитя-пиявка (хируго). Это дитя посадили в тростниковую лодку (асибунэ) и пустили плыть. За тем родили Авасима (Пенный остров). И его тоже за дитя не сочли. Тут два бога, посоветовавшись, сказали: «Дети, что сейчас родили мы, нехороши. Нужно изложить это перед небесными богами», — и вот, вместе поднялись на Такамагахару и испросили указания небесных богов. Тут небесные боги, произведя магическое действо, приказали: «Потому нехороши были дети, что женщина первой говорила. Снова спуститесь и заново скажите». И вот тогда, спустились обратно и снова, как раньше, обошли тот небесный столб. Тут бог Идзанаги, первым сказал: «Поистине, прекрасная девушка!» — после него богиня Идзанами сказала: «Поистине, прекрасный юноша!». И после этих слов, соединились, и стали острова и богов делать.

### Рождение островов
Согласно легенде, формирование Японии началось с рождения восьми больших островов. Эти острова, в порядке рождения:
1. Авадзи-но-хо-но-савакэ-но-сима (яп. 淡道之穂之狭別島): в настоящее время остров Авадзи;
2. Иё-но-футана-но-сима (яп. 伊予之二名島): в настоящее время остров Сикоку. У этого острова было тело и четыре лица. Имена лиц следующие:
  - Эхимэ (яп. 愛比売): провинция Иё;
  - Ихиёрихико (яп. 飯依比古): провинция Сануки;
  - Охогецухимэ (яп. 大宣都比売): провинция Ава;
  - Такэёриваке (яп. 建依別): провинция Тоса.
3. Оки-но-мицуго-но-сима (яп. 隠伎之三子島): сегодня, острова Оки. Другое имя Амэ-но-осикоровакэ (яп. 天之忍許呂別);
4. Цукуси-но-сима (яп. 筑紫島): сегодня, Кюсю. У этого острова было тело и четыре лица. Имена лиц следующие:
  - Сирахивакэ (яп. 白日別): провинция Цукуси[англ.];
  - Тоёхивакэ (яп. 豊日別): провинция Тоё[англ.];
  - Такэхимукахитоёдзихинэвакэ (яп. 建日向日豊久士比泥別): провинция Хи[англ.];
  - Такэхивакэ (яп. 建日別): Кумасо.
5. Ики-но-сима (яп. 伊伎島): сегодня остров Ики. Другое имя Амэхитоцубасира (яп. 天比登都柱);
6. Цу-сима (яп. 津島): сегодня, остров Цусима. Другое имя Амэ-но-садэёрихимэ (яп. 天之狭手依比売);
7. Садо-но-сима (яп. 佐度島): сегодня, остров Садо;
8. Охояматотоёакицу-сима (яп. 大倭豊秋津島): сегодня, Хонсю. Другое имя Амацумисоратоёакицунэвакэ (яп. 天御虚空豊秋津根別).

Традиционно эти острова известны как Ооясима (восемь больших островов) и в целом образуют сегодняшнюю Японию. В мифе не упоминаются ни Хоккайдо, ни острова Рюкю, так как они не были известны японцам во время написания Кодзики.
Кроме того, Изанаги и Изанами рождают ещё шесть небольших островов:
1. Киби-но-Кодзима (яп. 吉備児島): полуостров Кодзима. Другое имя  Такэхикатавакэ (яп. 建日方別);
2. Адзуки-дзима (яп. 小豆島): остров Сёдосима. Другое имя Охонодэхимэ (яп. 大野手比売);
3. Охо-сима (яп. 大島): остров Суо-Осима. Другое имя Охотамарувакэ (яп. 大多麻流別);
4. Химэ-дзима (яп. 女島): остров Химэсима. Другое имя Амэхитоцунэ (яп. 天一根);
5. Тика-но-сима (яп. 知訶島): острова Гото. Другое имя Аме-но-осио (яп. 天之忍男);
6. Футаго-но-сима (яп. 両児島): архипелаг Дандзё[англ.]. Другое имя Амэфутая (яп. 天両屋).

### По Нихон сёки
Эта версия отличается тем, что Идзанаги и Идзанами сами вызвались объединить Землю. Кроме того, эти два божества описываются как бог Ян и богиня Инь под влиянием идей Инь и Ян. Остальная часть истории идентична, за исключением того, что в Нихон сёки отсутствуют боги Котоамацуками, и при этом не упоминаются шесть небольших островов.